# Giubiana
La Giubiana es una fiesta tradicional muy popular en las regiones italianas de Piamonte y Lombardía, especialmente en la Brianza. El último jueves del mes de enero se encienden grandes hogueras en las plazas. Se quema la Giubiana, que es un gran títere de paja vestido con harapos (representa una bruja).
El muñeco vestido con harapos parece simbolizar el año recientemente terminado, que está listo para arder y dejar paso al nuevo año. Se piensa que esta tradición se remonta a tiempos antiquísimos y que su adopción por el cristianismo dio lugar en Italia a la aparición de otras fiestas populares como la de la Befana.
Esa fiesta posee elementos de varias épocas. El origen de la hoguera para ritos propiciatorios agrícolas de fin de invierno es céltica y pre-céltica. El origen del nombre Giubiana es del dios romano Júpiter (época romana pagana o protocristiana). El origen del personaje como bruja es medieval. En el caso de Canzo, el origen del pleito es una evocación moderna del periodo comunal; además existen referencias literarias al siglo XIX y a la sociedad rural del mismo siglo. Tiene peculiaridades según las zonas:

## La Giubiana
En Canzo la celebración es particularmente articulada, siendo presentes el pleito en Dialecto canzés con la sentencia de los Regiuu, o bien los ancianos de autoridad del pueblo, y otros personajes simbólicos y tradicionales, cuales el hada acuática Anguana (proveniente del Cèpp da l'Angua), el Òmm Selvadech (o bien "hombre selvático", personaje de la mitología alpina), el Urzu ("oso", que sale del cubil a la Cròta dal Bavèsc, símbolo de la fuerza istintiva que tien de ser domada) y el Casciadùr ("cazador", que doma y hace danzar al oso), el Bòja ("verdugo", que representa la condena del mal), los Cilòstar (o bien "los de los candelabros", con capucha, que simbolizan la luz y el fuego que ganan contra el mal), los Bun y los Gramm ("buenos y malos", muchachos vestidos de blanco y negro, con la cara teñida, que con el sonido de las campanillas y el ruido de las latas invocan las fuerzas del bien y ahuyentan al maligno), el Aucatt di caus pèrs ("abogado de las causas perdidas", venido del foro de Milàn para defender a Giubiana), el Barbanégra (el adivino), los Scarenèj (los representantes de la cercana región de Scarenna, aligada históricamente a los campesinos de Canzo), las Strij picitt (las brujas que dan miedo a los niños), la Cumàr da la Cuntrada (que lee el testamento de la Giubiana), los Diauj da la bèla vus (diablos que cantan la oda a la Giubiana), los Pumpiér (bomberos en bicicleta, en costumbre histórico y con la bomba del siglo XIX), el Pastùr (representante en máscara del oficio del pastor; tocan el cuerno), el Alpée (el campesino de montaña del alp; transporta los cuernos), los Buschiröö (los leñadores), el Carètt di paisàn ("carrito de los campesinos"), el Traìn (el trineo con las fajinas), y otros también, con el pueblo, que recorren en procesión parte del casco viejo. La fiesta es enriquecida con vestidos tradicionales y sugestivas decoraciones, entre las cuales se puede encontrar la gamba russa (o bien "pierna roja") y las decoraciones de luto, como la música de los tambores y de los baghèt (la gaita local), entre otros instrumentos.
La atmósfera es de fuerte sacralidad y festividad, por el simbolismo, de origen céltico y cristiano, presente en toda la manifestación. En regiones de Venezuela y Colombia se celebra la quema del "año viejo" donde igualmente se elaboran muñecos de trapo y se rellenan de pólvora u otros pirotécnicos.

## El nombre
El nombre cambia dependiendo de la zona:
- Giubiana en la alta Brianza y en la provincia de Como
- Gibiana en la baja Brianza
- Giöbia/Gioeubia en la provincia de Varese
- Giobbia en Piamonte
- otros: Giob(b)iana, Giubbiana, Zobiana

## Ciudades en los que se celebra la Giubiana
- Barzago (LC) - Giubiana
- Besana in Brianza (MI) - Festa della Gibiana
- Briosco (MI) - Falò della Giubiana
- Busto Arsizio (VA) - Festa della Giöbia
- Cantù (CO) - Festa della Giubiana
- Canzo (CO) - Giubiana da Canz
- Cardano al Campo (VA) - Giobbia
- Carnago (VA) - Gioebia o Gioeubia
- Carugo (CO) - Falò della Giubiana
- Cassano Magnago (VA) - Gioeubia
- Castellanza (VA) - Festa della Gioeubia
- Castiglione Olona - Gioeubia
- Copreno fraz. di Lentate sul Seveso (MI) - Festa della Giubiana
- Gallarate (VA) - Festa della Giobbia o Giubbiana
- Garbagnate Milanese (MI) - Gibiana
- Gorla Maggiore (VA) - Gioeubia
- Lesmo (MI) - Rogo della Giubiana
- Misinto (MI) - Falò della Giubiana
- Montesolaro fraz. di Carimate - Rogo della Giubiana
- Rescaldina (MI) - Gibiana
- Samarate (VA) - Gioeubia
- Triuggio (MI) - Rogo della Giubiana
- Varenna (LC) - Giubiana
- Veduggio con Colzano (MI) - Falò della Giubiana
- Viganò (LC) - Giubiana